# کوکریل-سامبره
کوکریل-سامبره (انگلیسی: Cockerill-Sambre) شرکت فولاد بلژیکی است، که در سال ۱۹۸۱ تأسیس شد.